# Ешелон польоту
В авіації та авіаційній метеорології ешелоном польоту (flight level (FL) є умовна висота за стандартного тиску, що подається цифрою у сотнях футів. Тиск визначений, виходячи з даних тиску рівня моря за стандартної атмосфери в значенні 1013,2 гПа (760 мм або 29,92 дюймів ртутного стовпа), в зв'язку з чим не обов'язково відповідатиме справжній висоті польоту як над середнім рівнем моря, так і над поверхнею Землі.
Згідно з законодавством України ешелоном польоту є поверхня постійного атмосферного тиску, що віднесена до встановленої величини тиску 760 мм ртутного стовпа (1013,2 гПа) і віддалена від інших таких поверхонь на величину встановлених інтервалів тиску (при встановленні тиску на висотомірі літака за QNH показуватиме абсолютну висоту, за QFE — показуватиме відносну висоту над опорною точкою QFE, при встановленні тиску 760 мм рт.ст. (1013,2 гПа) може бути використаний для індикації ешелонів польоту).

## Підґрунтя
Ешелони польоту використовуються з метою забезпечення належного вертикального ешелонування між літаками, враховуючи природну мінливість тиску атмосферного повітря. Історично висота вимірювалась за допомогою барометричного висотоміра, який по суті є каліброваним барометром. Висотомір вимірює відносний атмосферний тиск, котрий зменшується зі збільшенням висоти відповідно до барометричної формули. Таким чином підраховується і відображається відповідна висота.
Для встановлення висоти над рівнем моря екіпаж калібрує висотомір відповідно до місцевого атмосферного тиску на рівні моря, враховуючи природні коливання з часом та у різних місцевостях, інакше два борти можуть опинитися на однаковій висоті, навіть якщо їхні висотоміри покажуть суттєво відмінні значення тиску.
Ешелони польоту вирішують дану проблему, встановлюючи висоти на основі стандартного атмосферного тиску на рівні моря. Всі повітряні судна, що перебувають на ешелоні, відповідним чином калібрують значення висотоміру, незалежно від істинного тиску на рівні моря.

## Означення
Ешелон польоту описується числом, котре є його номінальною висотою (висотою по тиску) у гекто-футах, і будучи добутком множника 500 футів, завжди закінчуватиметься на «0» або «5». Таким чином барометрична висота для 32 000 футів подається як ешелон 320, англ. «flight level 320».
Ешелони польоту у міжнародному спілкуванні переважно завжди подаються у письмовому вигляді FLxxx, де xxx дво- або трицифрове число, що відображає висоту в одиницях про 100 футів. У переговорах FL290 розуміється «ешелон двісті дев'яносто» («flight level two nine(r) zero»). «Ешелон» завжди означатиме стандартизовану номінальну висоту.

## Висота переходу
Стандартизоване значення тиску уможливлює належне ешелонування літаків, однак воно не надає параметрів актуальної висоти борта над поверхнею планети. На низьких висотах висотомір зазвичай налаштований для відображення висоти над рівнем моря, що можна прямо зіставити з відомим перевищенням над рельєфом. Значення тиску, що потрібне для подібних цілей, змінюється з погодними умовами. Воно зветься QNH («барометричний тиск, приведений до рівня моря») або «налаштування по висотоміру», значення для якого беруть з різних достовірних джерел, наприклад, директива органу контролю повітряного руху або станція ретрансляції METAR.
Висота переходу (transition altitude TA) є висотою над рівнем моря, на якій літак змінює налаштування висотоміру від показів локального барометра на покази для встановлення ешелону польоту. В межах або нижче TA висотомір борта налаштований для встановлення значення висоти над рівнем моря. Над TA значення висотоміра приводиться до стандартного значення тиску у 1013 гПа (мілібар) або 29,92 дюймів (760 мм) ртутного стовпа, відповідно висота літака буде подана як ешелон польоту.
В США та Канаді висотою переходу є 18 000 футів. В Європі ця величина змінна і може сягати 3 000 футів. Досі тривають дискусії на рахунок стандартизації висоти переходу в межах зони Eurocontrol. В Україні єдиною абсолютною висотою переходу є 10 000 футів (3050 м)
Ешелон переходу (transition level TL) є найнижчим доступним ешелоном польоту вище висоти переходу. Нижчеподана таблиця показує співвідношення ешелону переходу в залежності від висоти переходу та значення QNH. При зниженні нижче від ешелону переходу екіпаж починає відраховувати висоту літака за встановленим QNH для даної місцевості чи аеродрому.
| QNH (в гПа) | Висота переходу (футів) | Висота переходу (футів) | Висота переходу (футів) | Висота переходу (футів) | Висота переходу (футів) |
| QNH (в гПа) | 3 000                   | 4 000                   | 5 000                   | 6 000                   | 18 000                  |
| ----------- | ----------------------- | ----------------------- | ----------------------- | ----------------------- | ----------------------- |
| 1032–1050   | FL25                    | FL35                    | FL45                    | FL55                    | FL175                   |
| 1014–1031   | FL30                    | FL40                    | FL50                    | FL60                    | FL180                   |
| 996–1013    | FL35                    | FL45                    | FL55                    | FL65                    | FL185                   |
| 978–995     | FL40                    | FL50                    | FL60                    | FL70                    | FL190                   |
| 960–977     | FL45                    | FL55                    | FL65                    | FL75                    | FL195                   |
| 943–959     | FL50                    | FL60                    | FL70                    | FL80                    | FL200                   |

Шар переходу (transition layer) є авіапростором між висотою та ешелоном переходу.
Згідно з поданими розрахунками товщина шару переходу становить 0—500 футів. Повітряному суду типово не встановлюють рівень польоту в межах «ешелону переходу», оскільки це не забезпечує повноцінне ешелонування від бортів, що летять на QNH на висоті переходу. Відповідно найнижчим доступним «ешелоном польоту» буде ешелон переходу + 500 футів.
В деяких країнах, зокрема в Норвегії, ешелон переходу визначається шляхом додаванням до висоти переходу буферної зони висотою щонайменше у 1000 футів (залежно від QNH). Таким чином, борт може летіти одночасно в ешелоні та висоті переходу і бути достатньо відмежованим по вертикалі не менше ніж на 1000 футів. В таких зонах товщина шару переходу становитиме 1000—1500 футів в залежності від QNH.